# Амол
Амоль (перська: آمل) — місто на півночі Ірану, у провінції Мазандаран, адміністративний центр шахрестану Амол. Розташоване в передгір'ї Ельбурса, за 15 км від узбережжя Каспійського моря і на 10 км північніше гір Ельбурс, на річці Хараз.
Амоль поєднаний швидкісним шосе з сусіднім Баболем та столицею Мазандарану, Сарі.

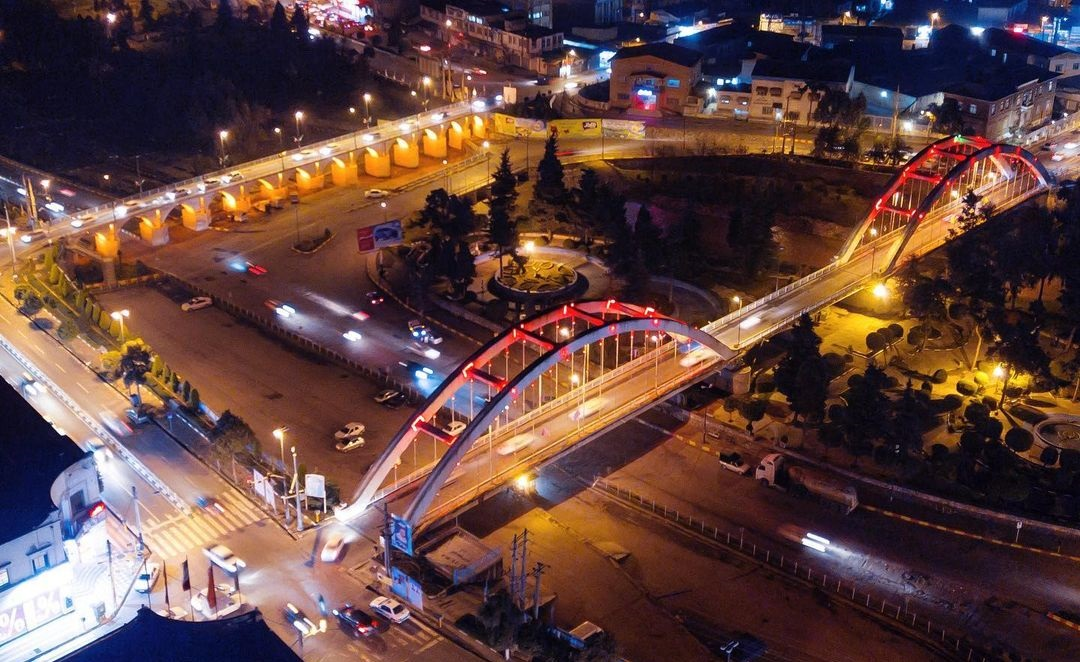
Амол

## Етимологія та історія
Амоль — це старе місто, час заснування якого припадає на період, коли на території сучасного Ірану проживали племена амардів. Багато хто з вчених вважає, що назва міста походить від слова «амард» («амуі» мовою пехлеві). Згідно історичної літератури, Амоль був столицею Мазандарану, як мінімум з часів Сасанідів до приходу Ільханідської династії Монгольської імперії.
Через численні знахідки реліквій та монет в цьому регіоні, місто вважається столицею цієї території за часів Сасанідів. За правління Махді, халіфа династії Аббасидів, населення міста прийняло іслам. Але після монгольської навали регіон був розорений і надалі столицею став Сарі. На початку VII ст. Хессам-едін Ардешир переніс столицю назад до Амолю і побудував там свій палац. Але в 795 р. міста Амоль та Сарі були зруйновані Тамерланом, і тоді Амоль почав занепадати. З Амолю походить великий вчений та релігійний діяч (перекладач Корану) Ат-Табарі. Сьогодні нове місто Амоль розташоване на північ від стародавнього міста та являє собою процвітаючу метрополію.

## Історичні пам'ятки
Міст Даваздах Пелле: цегляний міст, завдовжки 120 м, через річку Хараз в центрі Амолу, поєднує схід міста з його західною частиною. Прогини моста стоять на прямокутних опорах, що розташовані на відстані 6 м одна від одної. Міст було збудовано у XVIII ст. і реконструйовано у XIX ст., міністром Мірза Шафі Мазандарані.
Машхад Мірбозорґ (мавзолей Мір Гавам-о-Дін Марааші): ця будівля — одна з найважливіших історичних споруд Мазандарану. Вона була зведена у VIII ст. та спочатку мала квадратну форму. Її сучасна форма належить до XI ст. (період Сафавидів). Історичну цінність мають внутрішнє оформлення, фасад, прикраси, дах з черепиці та особливо вхідні двері. На глазурованих цеглинах внутрішньої сторони склепіння куфійським шрифтом викарбувані фрази з Корану.
Купальня Ашрафа: збудована у XII ст. і знаходиться в районі Ніякі-Махалех. Будівля має три великих куполи та 7 малих. Купальня має два «хазене» (басейни), один з гарячої, інший — з холодною водою. Крім того, там є приміщення, що схоже на вбиральню, знане як «сарбене». Будівля збудована з каміння та цегли, із старовинним архітектурними прикрасами. Це єдина стара баня, яка залишилася в Амолі.
Мечеть Амол-Яме: розташована в районі Масджед-Яме-Махале. Її первинна будівля датується I ст. В наш час мечеть має квадратний двір із спорудами з чотирьох боків. Північна та південна сторони мають по шість колон, а західна та східна — по дев'ять. Така конструкція залишилася з часів Каджарської династії. В коридорі мечеті знаходиться кам'яна таблиця з указом султана Хоссейна Сафавида, який датується 1106 р.
Імамзаде Абдулли: розташований у селі Оску-Махале, за 12 км на південний захід від Амола. Оригінальна будівля храму було зруйнована у 1964 р., а пізніше збудована нова. Гробниця прикрашена золотом і сріблом — робота майстрів з Ісфахану. Також там розташовані залишки гробниці Бібі Фатіме та щось на зразок лікувального центру. Коло імамзаде, відомого місця для паломництва, розташований ринок.
Гробниця імамзаде Ібрагіма: являє собою чотиристоронню цегляну будівлю з пірамідоподібним куполом. На дверях та дерев'яній скрині викарбувані написи, датовані 925 р., текст яких пов'язаний з Абу Мохаммедом Ібрагімом, нащадком імама Муси Казема. Окрім ефектної архітектури, цікавими є дерев'яні реліквії, такі як скриня та двері, прикраси та написи, що належать до Каджарського періоду. Серед них — опис приїзду імамзаде Ібрагіма до Амолу та його мученицької смерті.

## Економіка Амолю
Сільськогосподарський центр. Основу економіки Амолю складає торгівля цитрусовими, а також залізом, вугіллям та іншими корисними копалинами.

## Відомі люди
- Абдул Кадір Ґілані
- Ат-Табарі (839—923) — видатний мусульманський історик, правознавець, знавець хадисів і тлумач Корану
- Абу Сахль аль-Кухі (940—1000) — перський математик, і астроном
- Ахмад аль-Муайяд (944—1020) — єменський імам зейдитської держави
- Таліб Амолі
- Аллах'яр Сайядманеш